# اسنود
شهر اسنود (به فرانسوی: Assenede) در شهرستان اکلو در استان فلاندری شرقی در منطقه فلاندری در کشور بلژیک واقع شده است.

## نگارخانه

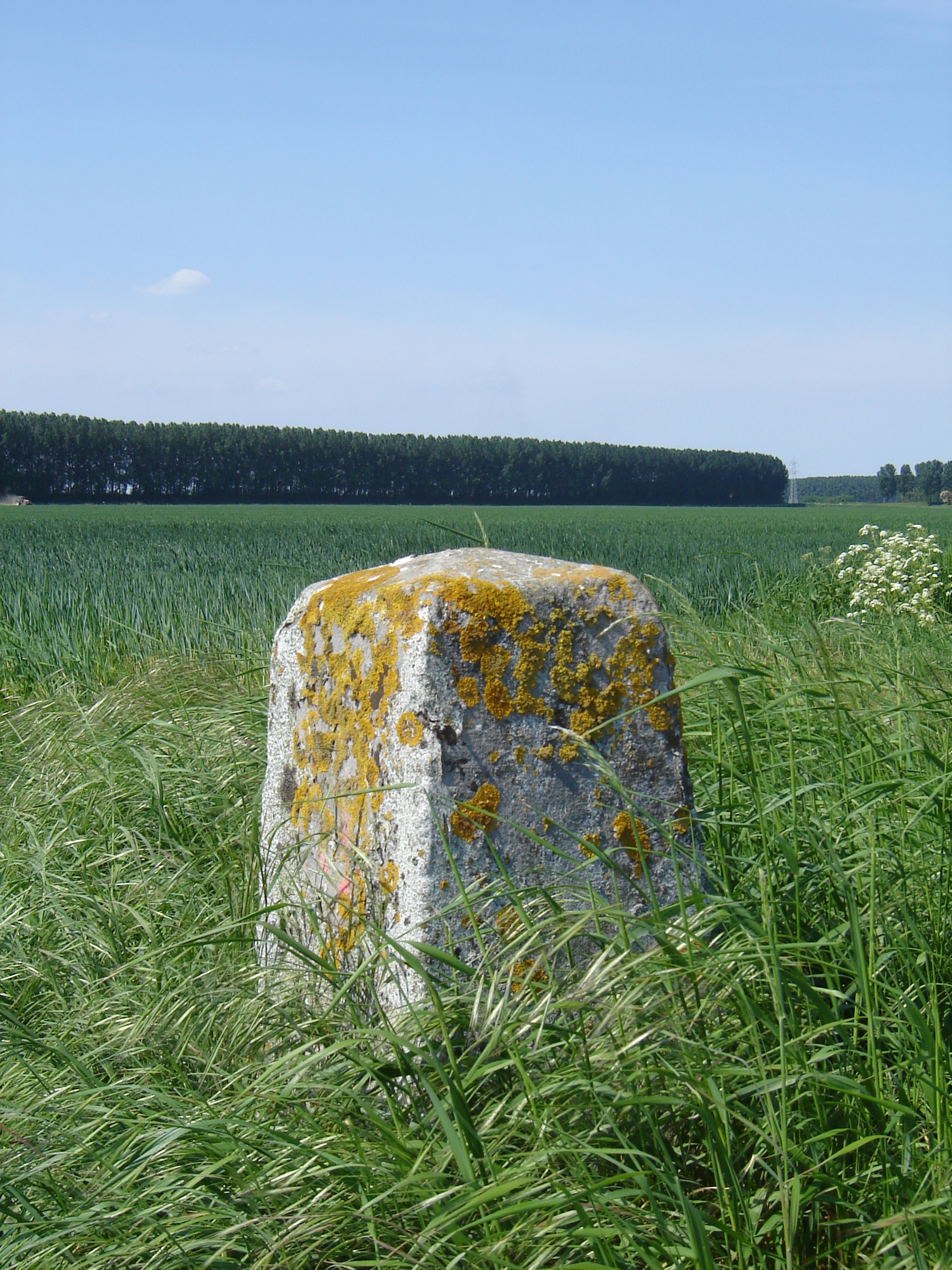
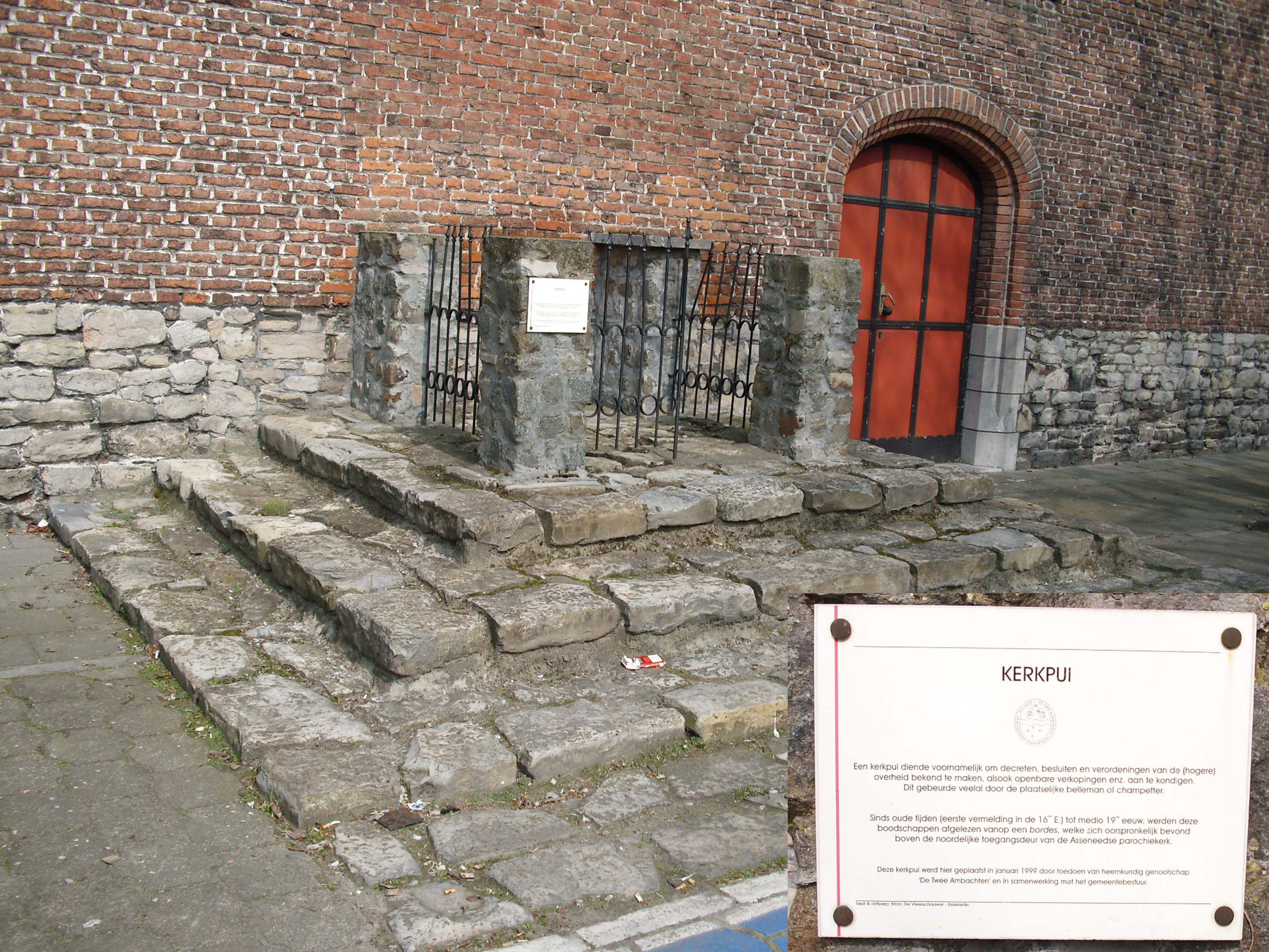
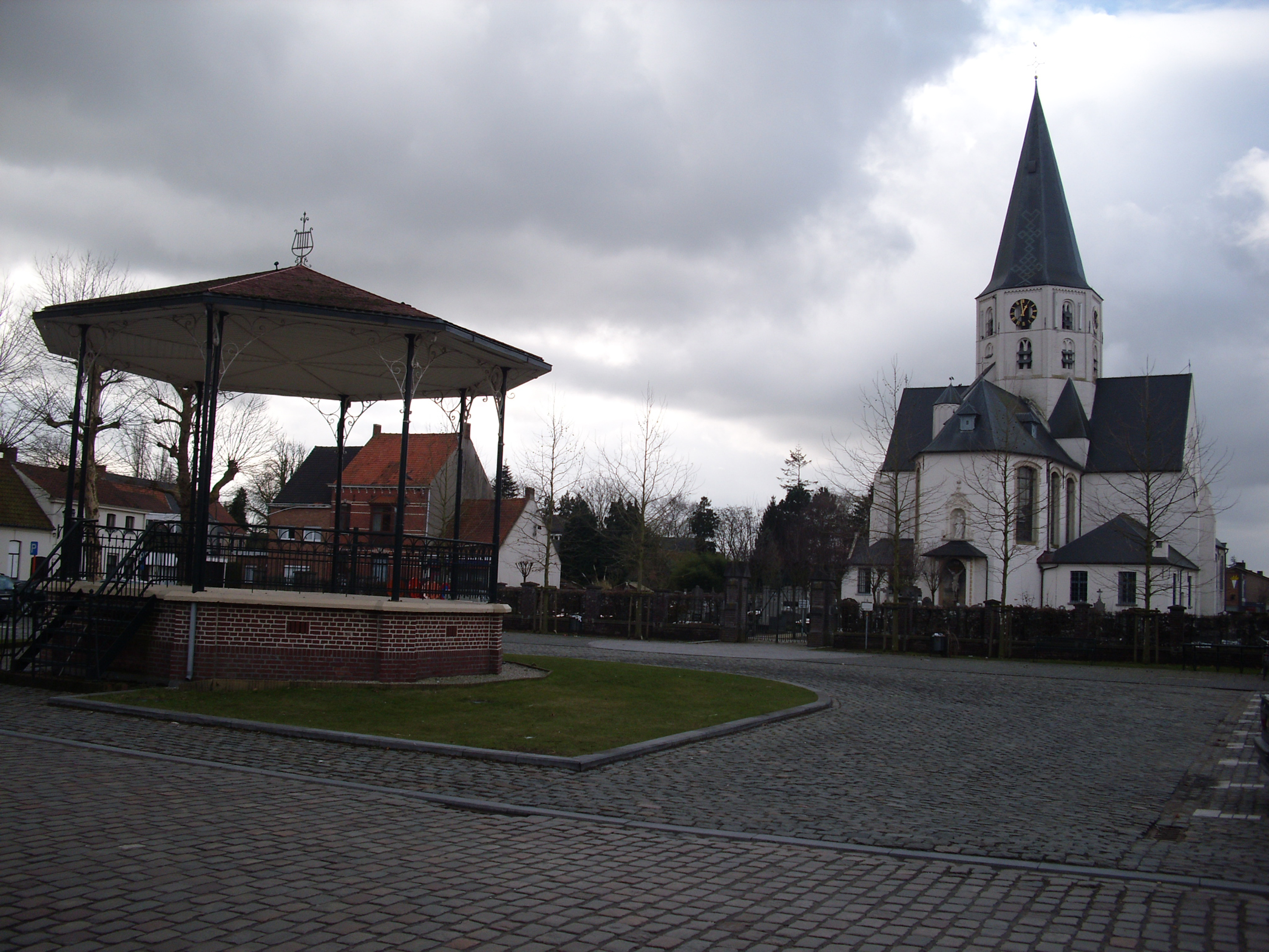
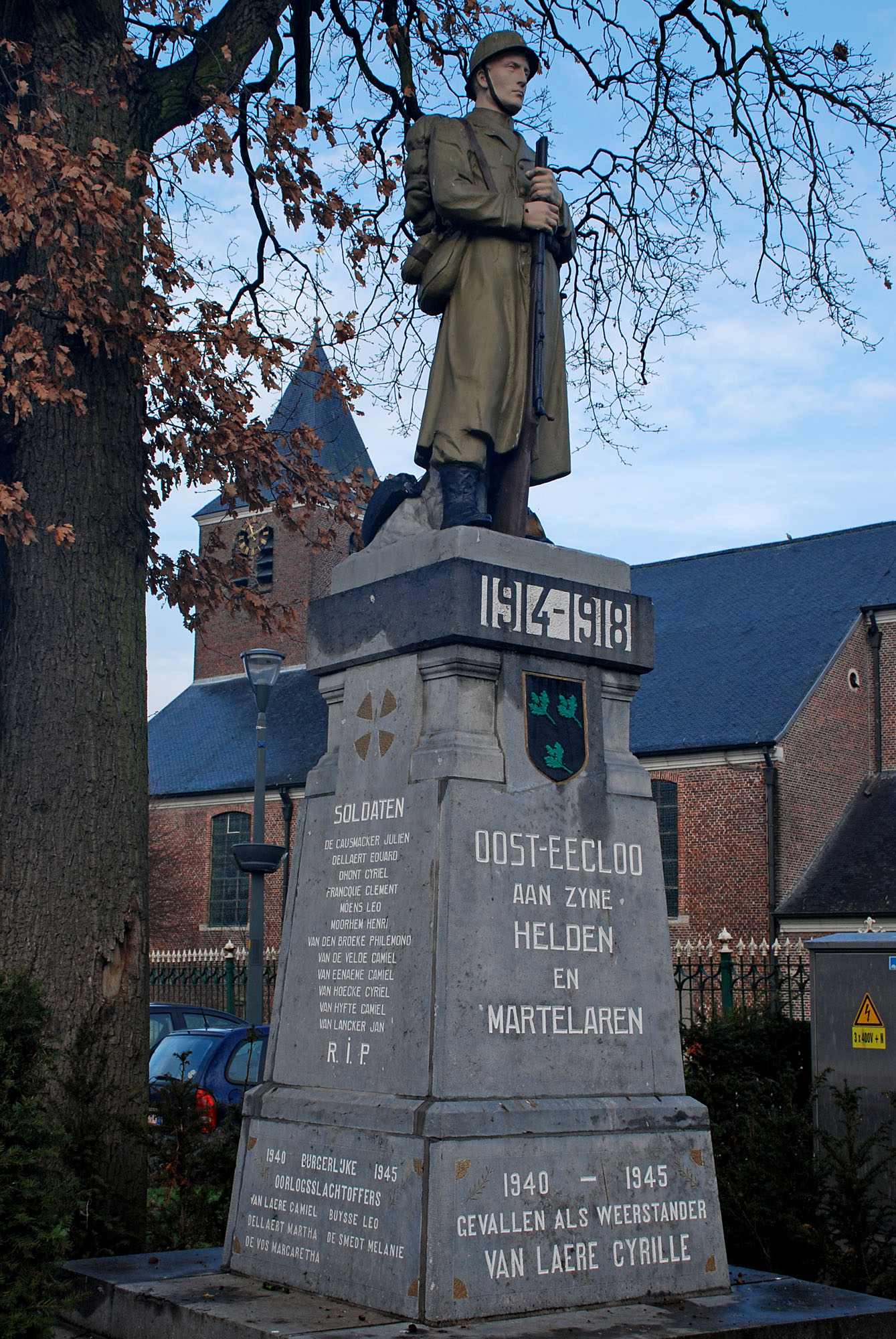